# Phlebopus colossus
Phlebopus colossus är en svampart som först beskrevs av Roger Heim, och fick sitt nu gällande namn av Rolf Singer 1936. Phlebopus colossus ingår i släktet Phlebopus och familjen Boletinellaceae.   Inga underarter finns listade i Catalogue of Life.